# Une brune piquante
 (juillet 2025).
Pour plus de détails, voir Fiche technique et Distribution.
Une brune piquante est un court métrage français réalisé par Serge de Poligny, sorti en 1932.

## Fiche technique
- Titre : Une brune piquante ou La Femme à barbe (1932)
- Réalisation : Serge de Poligny
- Scénario, adaptation et dialogues : Yves Mirande
- Production : Paramount Pictures
- Tournage dans les studios de Joinville-le-Pont
- Pays : France
- Format : Noir et blanc - Son mono - 1,37:1 - 35 mm
- Durée : 17 minutes, pour une longueur de 600 m
- Genre : court métrage comique
- Année de sortie : en France 1931

## Distribution
- Fernandel
- Barencey
- Paul Faivre
- Noël-Noël
- Christiane Delyne
- Jacqueline Delubac